# Anton Sejnehed
Nils Anton Sejnehed, född Holmgren 24 januari 1991, är en svensk socialdemokratisk politiker. Han är sedan 1 januari 2019 ordförande för bildningsnämnden i Oskarshamns kommun, och sedan 17 mars 2017 ordförande för Socialdemokraterna i Oskarshamns kommun. Sedan 1 september 2023 är han också ordförande för kommunalförbundet Kretslopp Sydost. Kretslopp Sydost är ett kommunalförbund som ansvarar för hanteringen av hushållens avfall, så kallat kommunalt avfall, i medlemskommunerna Kalmar, Mörbylånga, Nybro, Oskarshamn, Sävsjö, Torsås, Uppvidinge och Vetlanda.
Han är sedan april 2024 ledamot i distriktsstyrelsen och dess verkställande utskott för Socialdemokraterna i Kalmar län. 
Östra Småland placerade honom 2018 på 50:e plats på en lista över de mäktigaste personerna i Kalmar län och på plats nummer 2 bland personer under 30 år. Under 2019 placerades han på 48:e plats på maktlistan i Kalmar län.
Han var tidigare ordförande i det kommunala bostadsbolaget Byggebo. Sedan 2012 är han också anställd på Skatteverket som skattehandläggare.